# Мартино, Марио
Марио Мартино — трансгендерный мужчина, один из первых авторов автобиографии транс-мужчины. До перехода был монахиней.

## Работа до трансгендерного перехода
Марио Мартино до перехода был монахиней. И его выгнали из монастыря, когда стало ясно, что он испытывает сексуальное влечение к женщинам. В своей автобиографии Мартино явно связывает свою сексуальную ориентацию со своей гендерной идентичностью, говоря: «Я был мальчиком. Я чувствовал себя как один из них, я одевался как один из них, я дрался как один из них. Позже я полюбил как один из них».
До смены пола, работая лаборантом, Мартино и другие лаборанты сделали анализ мочи на 17-кетостероиды, что показало, что у Марио «уровень 17-кетостероидов был как у 17-летнего парня». Во время работы в лаборатории он познакомился со своей женой, дипломированной медсестрой по имени Ребекка.

## Автобиография
В 1977 году была опубликована его автобиография Emergence: A Transsexual Autobiography. В книге обсуждалась его гендерная дисфория, отсутствие привязанности к традиционным женским занятиям, его сексуальное влечение к женщинам, а не мужчинам, и трудности примирения со своей гендерной идентичностью в детстве и то, как это противоречило его итальянскому католическому воспитанию.
Автобиография Мартино была описана как «первая полная автобиография трансгендерного мужчины, который прошел курс лечения, в целях совершить FtM-переход». Его автобиография стала примечательна включением явных упоминаний о сексуальной жизни, которые часто отсутствуют в автобиографических отчетах трансгендерных людей.

## Трансгендерный переход и последствия
Коррекция пола Мартино состояла из мастэктомии, гистерэктомии, фаллопластики и гормональной заместительной терапии. Во время перехода он чуть не умер после трех неудачных операций. После операций он смог получить новые водительские права, исправленное свидетельство о рождении и свидетельство об окончании колледжа на свое новое имя.
Несмотря на это, Мартино столкнулся с дискриминацией со стороны работодателей и был уволен с работы в доме престарелых, когда официальным лицам сообщили о его гендерной идентичности. Он «потерял несколько хороших работ из-за» своей транс-личности. Один домовладелец выгнал Мартино из дома. В 1980 году Мартино сказал «Из-за этого я все еще не могу получить место преподавателя в колледже».
Он работал с Labyrinth Foundation, учреждением в Йонкерсе, штат Нью-Йорк, где консультировал людей с гендерной дисфорией. Он и его жена консультировали трансгендерных людей по вопросам брака и психологической помощи.